# معبد میبو
معبد میبو (به ژاپنی: 壬生寺 Mibu-dera)، یک معبد بودایی در ناکاگیو، کیوتو، میبو، کیوتو است. در قرون وسطی، این معبد نمایشی را که توسط راهب یوزو نمبوتسو، انگاکو، معروف به دای نمبوتسو کیوگن خلق شده بود، احیا کرد. همچنین به دلیل وابستگی به شینسنگومی شناخته می‌شود. این معبد نام‌های دیگری مانند جیزو-این (地蔵院)، هودوسانمایی-این (宝幢三昧寺) و شینجوکو-این (心浄光院) را به خود گرفته است.

## در ارتباط با شینسنگومی
در اواخر دوره ادو، توکوگاوا باکوفو سازمان سلف شینسنگومی به نام میبو روشیگومی را در دژ نزدیک، اقامتگاه یاگی تأسیس کرد. میبو روشیگومی یک سازمان امنیت عمومی نخبه بودند که بعدها به عنوان شینسنگومی شناخته شدند. زمین‌های میبو -درا به عنوان پایگاهی برای آموزش‌های نظامی و رزمی سازمان عمل می‌کرد. مجسمه برنزی فرمانده کوندو ایسامی در محوطه معبد و همچنین گور سربازان هنگ شینسنگومی قرار دارد.
گمان می‌رود محل دفن کوندو ایسامی در جای دیگری باشد. آیزوواکاماتسو، فوکوشیما و میتاکا، توکیو به عنوان مکان‌های ممکن پیشنهاد شده‌اند.
جزیره‌ای که در برکه‌ای در شرق محوطه معبد میبو قرار دارد، میبوزوکا نام دارد و شامل قبرهای اعضای شینسنگومی از اواخر دوره ادو است. یک نیم‌تنه و یک برج مو از کوندو ایسامو، رئیس شینسنگومی، قبرهای اعضای سریزاوا کامو و هیرایاما گورو که در پادگان شینسنگومی ترور شدند، قبر حسابدار کاوای کیسابورو و یک قبر مشترک از هفت عضو وجود دارد. در آن قبر مشترک، اعضای اوکوزاوا ایسوکه، آندو هایاتارو و نیتا کاکوزائمون که در حادثه ایکِه‌دایا جان باختند نیز دفن شده‌اند.

## مراسم یادبود سربازان شینسنگومی
هر ساله در ۱۶ ژوئیه، روز حادثه ایکِه‌دایا مراسم یادبودی برای اعضای شینسنگومی در اینجا برگزار می‌شود. در آن روز، بسیاری از طرفداران شینسنگومی از سراسر کشور از این مکان بازدید می‌کنند و پس از برگزاری مراسم یادبود در مقابل مجسمه نیم‌تنه کوندو ایسامی، داوطلبان به اجرای شمشیربازی و شعرخوانی می‌پردازند. همچنین، به صورت مورب در مقابل مجسمه نیم‌تنه کوندو ایسامی، بنای یادبود شینسنگومی قرار دارد. این بنا در سال ۱۹۹۵ توسط باشگاه شینسنگومی که در کیوتو فعال است، به مناسبت بیستمین سالگرد تأسیس این گروه ساخته شد.